# Igreja Elevation
A Igreja Elevation (em inglês:   Elevation Church) é uma megaigreja batista multissítio com sede em  Matthews, Carolina do Norte, nos Estados Unidos. Seus pastores principais são Steven Furtick e Holly Furtick. 

## História
A igreja foi fundada em Charlotte (Carolina do Norte) em uma escola secundária em 2006, pelo pastor Steven Furtick e sete famílias, reunidos na Providence High School. Ao longo de sua curta história, tem experimentado um crescimento notável. Em 5 de fevereiro de 2006, no primeiro serviço domingo, 121 pessoas compareceram.  De 2007 a 2010, a Elevation Church foi consistentemente citada pela revista Outreach como uma das igrejas (Top 100) que mais crescem nos Estados Unidos. Ela foi descrita como "uma igreja amigável da cultura pop com uma mensagem cristã ortodoxa". Em 2008, a igreja tinha 2.900 pessoas. Em 2015, a igreja cresceu para 13 campus nos Estados Unidos e Canadá. 
Em 2016, fez a dedicação de um novo edifício principal em Ballantyne, incluindo um auditório de 1.800 lugares. 
Em 2015 e 2017, a igreja foi listada pela Revista Fortune como um dos 100 melhores locais de trabalho para jovens Millennials nos Estados Unidos, principalmente pela competência dos gerentes, valorização de colegas e diversidade.
Em junho de 2023, dias após a Convenção Batista do Sul aprovar uma proposta de emenda constitucional que não permitiria que igrejas com pastoras fossem membros, ela encerrou sua associação com a Convenção, sem especificar o motivo. 
De acordo com um censo da igreja divulgado em 2024, ela disse que tinha uma freqüência semanal de 17.061 pessoas e 16 campus em diferentes cidades. 

## Música
Em 2007, ela fundou o grupo musical Elevation Worship.

## Discografia
Álbuns de carreira
| Ano  | Título              |
| ---- | ------------------- |
| 2008 | We are Alive        |
| 2009 | God With us         |
| 2010 | Kingdom Come        |
| 2011 | For the Honor       |
| 2017 | O Come to the Altar |